# 眼斑雙鋸魚
眼斑雙鋸魚（学名：Amphiprion ocellaris），又稱眼斑海葵魚，俗名為公子小丑魚或公主小丑魚，為雙鋸魚屬的其中一種。

## 分布
本魚分布於印度西太平洋區，包括安達曼海、馬來西亞、新加坡、日本南部、台灣、印尼、菲律賓、澳洲北部等海域。

## 深度
水深1－12公尺。

## 特徵

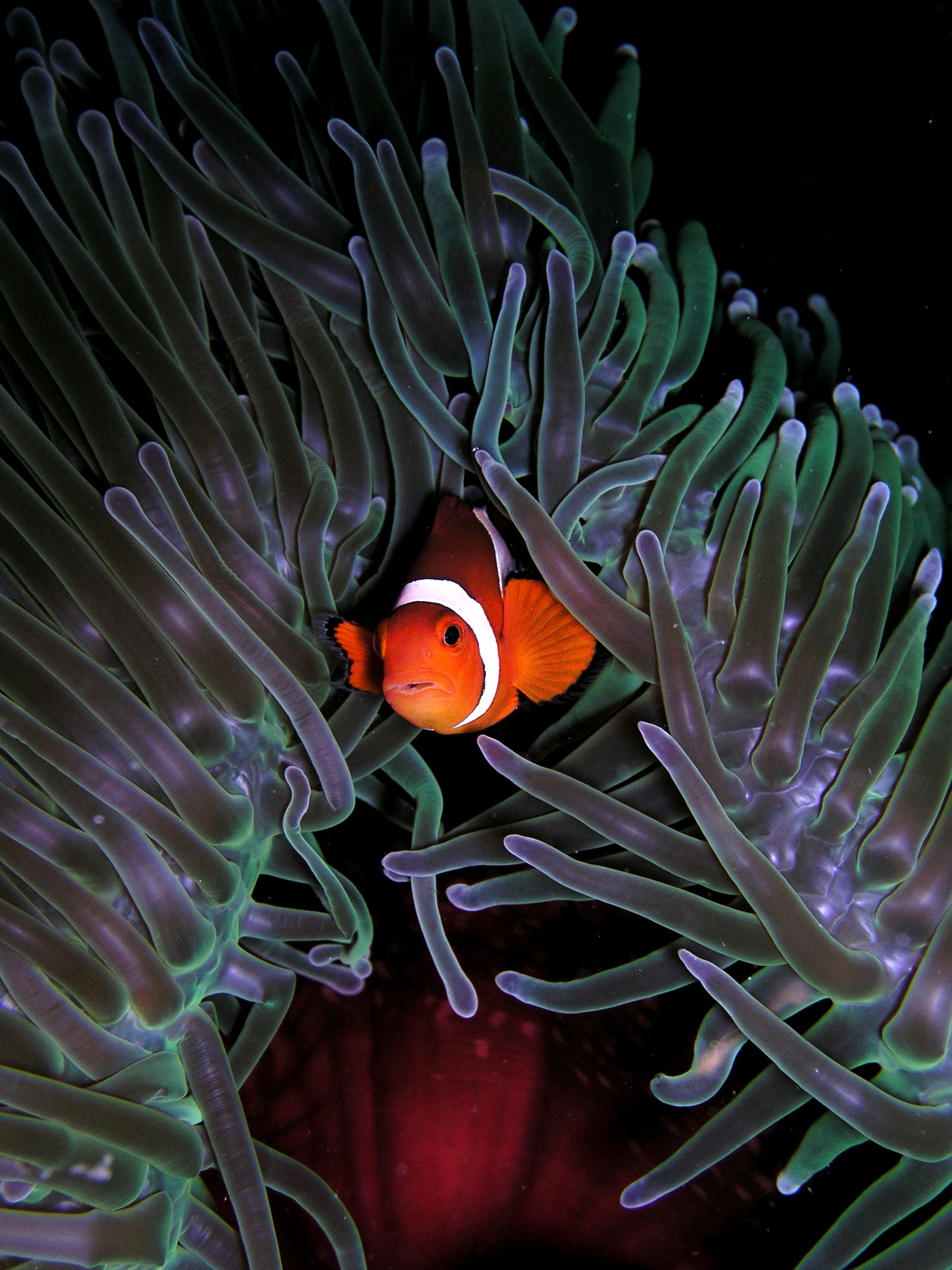
眼斑双锯鱼在公主海葵中。

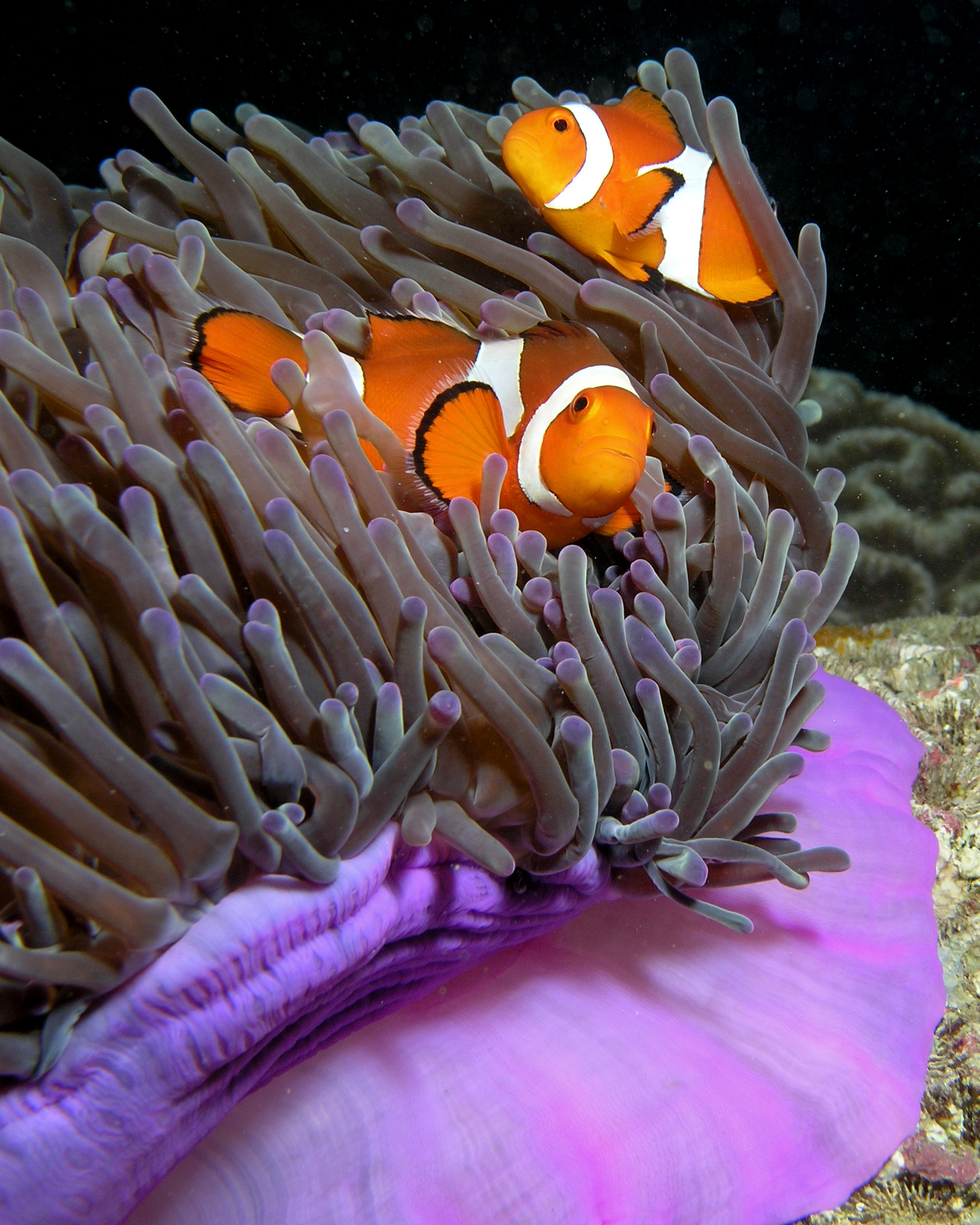
眼斑双锯鱼在紫海葵叢中(攝於東帝汶。

本魚體呈橢圓形，背鰭硬棘為橘黃色斑塊所分割者有5－6枚，以第四枚為最長，約為頭長的2.1－2.9倍。胸鰭、臀鰭、背鰭、尾鰭，凡是被橘黃色斑塊所分割的，都有黑緣，黑緣之外，還有一透明的外緣。體側有明顯可見3塊白斑，形狀不規則，約在鰓蓋外緣，身體中段及尾柄部各有一塊。硬棘10－11枚；軟條13－17枚；臀鰭硬棘2枚；軟條11－13枚。體長可達11公分。

## 生態
本魚主要生活在珊瑚礁或潟湖，常和海葵共生，因為它的皮膚對海葵的毒液有免疫能力，故躲在海葵中，不啻是得到良好的保護。以藻類和浮游生物為食。

## 經濟價值
主要供作一般觀賞水族之飼養與欣賞。 由于电影《海底总动员》的热播，公子小丑鱼在水族市场上大受欢迎。近年來為有效保護環境生態，維護天然資源並避免人為捕捉下造成特定種類的壓力，且由于人工大规模饲养较为简单，因此现今水族市場上销售主要为人工繁殖的个体。另外在人工环境下亦培育出不同花纹与颜色公子小丑。